# Communications Psychology
Communications Psychology — це відкритий міждисциплінарний науковий журнал, присвячений психології та всім науковим дисциплінам, що роблять дослідження в сфері психології.
Communications Psychology видається Nature Portfolio (Springer Nature) з 2023 року.

## Цілі та сфера застосування
Communications Psychology — це журнал із відкритим доступом публікує надійні, відібрані редакцією та рецензовані досягнення в психології, високоякісні дослідження, огляди та коментарі. Він входить в сімейство журналів Communications від Nature Portfolio, з Nature Communications як першим, та разом з Communications Biology, Communications Chemistry, Communications Medicine, Communications Earth & Environment, Communications Physics та ін.
Сфера діяльності журналу охоплює всі психологічні науки. Також в журналі публікуються праці з суміжних галузей досліджень, де центральний прогрес дослідження становить інтерес для психологів, наприклад, метанауки в області психології, когнітивної науки та когнітивної нейронауки, поведінкової економіки тощо. Communications Psychology має на меті забезпечити громадський форум для питань, важливих для всіх психологів, незалежно від субдисципліни.
Communications Psychology прагне просувати відкриту науку, відстоюючи такі ініціативи, як зареєстровані звіти та прозорі експертні оцінки. Редакція заохочує попередню реєстрацію та депонування препринтів, вітає реплікаційні дослідження та мета-аналізи, і тісно співпрацює зі спільнотою, щоб визначити інновації у видавництві, які слугуватимуть цій галузі.
Первинні дослідження, опубліковані в Communications Psychology, сприяють науковому розумінню досліджуваних питань в спеціальній галузі психології. Очікується, що статті нададуть нове розуміння або запропонують науково-обґрунтований випередження порівняно з попередніми суперечливими результатами. Редакція також вітає нові експериментальні підходи, аналіз вторинних даних і інноваційний обчислювальний аналіз. Заохочуються прямі та розширені реплікаційні дослідження впливових робіт, у тому числі прямі та розширені реплікації робіт, опублікованих у Communications Psychology. Емпіричні дослідження приймаються як дослідницькі статті або зареєстровані звіти. Методологічні досягнення у формі даних або коду, особливо з потенціалом для значного повторного використання, можуть бути подані на рецензування як Ресурс.
Процесом подання та рецензування керують внутрішні професійні редактори за підтримки членів редакційної ради, які надають технічну експертизу в усіх сферах психологічних наук. Статті публікуються на постійній основі з мінімальним часом від прийняття до публікації.

### Критерії публікації
Щоб бути опублікованою в Communications Psychology, дослідницька стаття має відповідати кільком загальним критеріям:
- У статті подано оригінальне дослідження; новий аналіз; нова модель; або, альтернативно, пряме або розширене повторення попередньої роботи
- Дані та аналіз є технічно надійними та відповідають досліджуваному питанню
- Документ надає вагомі докази своїх висновків
- Питання дослідження є важливим для вчених у певній підгалузі психології

Загалом, щоб бути прийнятною, стаття має представляти прогрес у розумінні, який може вплинути на наукове розуміння в галузі психології.